# Bourbonanthura littoralis
Bourbonanthura littoralis är en kräftdjursart som beskrevs av Müller 1990. Bourbonanthura littoralis ingår i släktet Bourbonanthura och familjen Leptanthuridae. Inga underarter finns listade i nuläget.